# Симмий
Симмий из Фив (др.-греч. Σιμμίας; V—IV века до н. э.) — древнегреческий философ, ученик Сократа и друг Кебета. В своих «Воспоминаниях о Сократе», Ксенофонт включает Симмия в круг близких к Сократу людей. В Платоновском «Федоне» он с Кебетом является основным собеседником Сократа, как и в «Критоне», «Федре» и «Письмах Платона» (XIII).

## В диалоге Платона Федон
Симмий один из собеседников Сократа в платоновском Федоне. Это философский диалог Платона, аналогия, которую представляет персонаж по имени Симмий, вкратце изложенная здесь, не отражает взгляды реального Симмия.
Аналогия настройки Симмия 
1. Тело видимо, сложно и конечно.
2. Арфа видима, сложна и конечна.
3. Если уничтожить арфу, неосязаемая, невидимая и божественная мелодия также будет уничтожена.
4. Душа является настройкой (гармонией) частей тела. Если тело уничтожено, душа тоже погибнет.

Сократ оспаривает аналогию Симмия четырьмя аргументами:
1. Гармонический аргумент противоречит учению о припоминании, с которым Симмий согласился раньше.
2. Если бы душа была мелодией, тела бы были настроены по-разному, и были бы разные, большие или меньшие души, что невозможно.
3. Истинная настройка души - добродетель, а пороки расстраивают её. Но если душа сама по себе настройка, тогда порок и добродетели были бы настройкой настройки. Но настройка не может участвовать в не-настройке. Так что если душа настроена совершенно, она не имела бы ни добродетели, ни греха.
4. Телом управляет душа. Но настройка зависит от музыкального инструмента. По этой аналогии, тело управляло бы душой.

Таким образом выясняется ложность доводов Симмия.

## Позднейшие упоминания
В дополнение к свидетельствам Платона и Ксенофонта, Диоген Лаэртский упоминает Симмия как автора 23х коротких диалогов, ныне утерянных, которые среди прочих включали в себя О философии и О музыке. У Плутарха Симмий является персонажем моралий раздела De Genio Socratis.